# Sand River (vattendrag i Kanada, Nova Scotia)
Sand River är ett vattendrag i Kanada.   Det ligger i provinsen Nova Scotia, i den östra delen av landet, 900 km öster om huvudstaden Ottawa.
I omgivningarna runt Sand River växer i huvudsak blandskog. Runt Sand River är det mycket glesbefolkat, med 2 invånare per kvadratkilometer.